# 3-脱氢奎尼酸
3-脱氢奎尼酸（英語：3-Dehydroquinic acid，DHQ）是莽草酸途径中第一个形成碳环的中间产物。它的前体是3-脱氧-D-阿糖基庚糖酮酸-7-磷酸（缩写DAHP，一种7碳糖酮酸，由DAHP合酶合成），通过3-脱氢奎尼酸合酶环化而来，其成环机制复杂，但涉及2号C原子和7号C原子之间的羟醛缩合。
3-脱氢奎尼酸与在咖啡中发现的奎尼酸有着类似的结构，但3号C原子上的羟基被氧化成了羰基。